# 法布尔·热弗拉尔
紀堯姆·法布尔·尼古拉·熱弗拉爾（法語：Guillaume Fabre Nicolas Geffrard，法語發音：[ɡijom fabʁ nikɔla ʒɛfʁaʁ]；1806年9月19日—1878年12月31日），是海地穆拉托人出身的將軍，1859年至1867年任海地總統。1852年4月18 日，福斯坦·蘇魯克封他為海地塔巴拉公爵。 1859年，為了讓海地重新回到穆拉托人精英的社會和政治控制之下，他發動政變推翻福斯坦一世。為了安撫農民，他重新開始了出售國有土地的做法，也結束了與羅馬天主教會的分裂，後者在改善教育方面發揮了重要作用。在幾次叛亂中倖存下來後，他於1867年被西爾萬·薩爾納夫少校推翻。 

## 擔任總統之前的生活
法布爾是尼古拉斯·热弗拉爾的兒子，他是海地革命期間黑人軍隊的將軍，也是海地獨立宣言的簽署人，他在法布爾出生前幾個月被暗殺。法布爾隨後被他的叔叔法布爾上校收養。熱弗拉爾於1821年離開了凱斯鎮的學院，並應徵入伍。 
1843 年，夏尔·里维耶尔-埃拉尔將軍發動反抗獨裁者让-皮埃尔·布瓦耶的叛亂，熱夫拉爾加入了他的行列，並被任命為中校。然後他被派往熱雷米鎮，在那裡他擊敗了布雅耶的軍隊，然後追擊到蒂布龍半島。在這次軍事勝利之後，他於1844年被晉升為準將。新總統讓-巴蒂斯特·里奇 (Jean-Baptiste Riché) 擔心格弗拉德的聲望，將他逮捕以試圖將他繩之以法，但軍事法庭以行為不檢為由宣判他無罪。 
1849 年，在蘇魯克統治下，他指揮遠征多米尼加共和國，期間在阿蘇阿 (Azua) 戰役中負傷。他在蘇魯克政府和帝國統治下的軍隊中擔任最高職位。 1849年，蘇盧克成為福斯坦一世皇帝，並在第一次對聖多明各（現多米尼加共和國）的戰爭中任命格弗拉爾指揮一個師，他在拉塔巴拉戰役中獲勝而聲名鵲起。在與聖多明各的第二次戰爭（1856 年）期間，他在多個場合表現出色，尤其是在巴尼科的砲兵指揮方面表現出色。由於他在軍事上的成功，他因此被封為公爵。但隨著這個政權變得不得人心，熱夫拉爾受到了皇帝福斯坦一世的威脅。他被捕後逃脫並組織了一場叛亂，導致了帝國的垮台。 
1859年1月15日，福斯坦一世皇帝退位幾分鐘後，他宣布成立第三共和國並當選總統。

## 總統任內
熱夫拉爾作為總統的第一個行動是將軍隊從30,000人裁減一半至15,000人。他還組建了自己的總統衛隊，名為 Les Tirailleurs de la Garde，在他的親自指導下接受訓練。1859年6月，熱夫拉爾創立了國家法學院，並重建了布雅耶創辦的醫學院。他的教育部長讓·西蒙·埃利-杜波依斯和弗朗索瓦·埃利-杜波依斯 在雅克梅勒、熱雷米、Saint-Marc 和戈納伊夫實現了現代化並建立了許多中學。
1863年10月10日，他重新引入了要求修建和維護道路的法國殖民時代法律。他還恢復了前統治者讓-雅克·德薩林 、亞歷山大·佩蒂翁和讓-皮埃爾·布雅耶招募非裔美國人在海地定居的政策。1861年5月，由詹姆斯·西奧多·霍利領導的一群非裔美國人在 Croix-des-Bouquet 以東定居。然而，到1862年，熱找拉爾開始審查憲法並為了自己的利益取消了立法機構。他首先給自己加薪，貫了2個種植園，並挪用醫院資金和軍隊資金支付了他的個人奢侈品。1863年，他將貨幣體系改革為今天的貨幣體系。 
熱夫拉爾是一名天主教徒，這使他放棄了任何形式的巫毒教信仰。他下令拆除祭壇、鼓和儀式中使用的任何其他樂器。1863年，一名6歲的女孩據稱被巫毒教徒以可怕的方式殺害。熱夫拉爾下令進行深入調查，並公開處決涉案教徒。
1859 年，熱夫拉爾首次嘗試與佩德羅·桑塔納統治下的多米尼加共和國進行談判。不幸的是，在1861年3月，佩德羅將他的國家還給了西班牙女王伊莎貝拉二世，這讓海地官員對歐洲強國重新回到他們的邊界感到緊張。同年5月，聖多明各爆發了對西班牙的游擊戰。熱找拉爾派他的貼身警衛和手下幫助叛軍對抗西班牙軍隊，但在1861年7月，西班牙向海地發出了最後通牒。最終，熱夫拉爾同意向西班牙的要求投降，並放棄了對西班牙東部領土的所有干預。這一事件讓許多海地人對熱夫拉爾感到羞辱和憤怒，因為他向一個歐洲國家投降。
熱找拉爾和許多海地人一樣，支持美國的廢奴運動，並為廢奴主義者約翰·布朗舉行了國葬，他於1859年因領導反對美國政府的武裝起義而被絞死。在美國內戰期間，海地獲得了美國的外交承認。海地也利用戰爭成為美國棉花的主要出口國，熱夫拉爾拉進口軋花機和技術人員以增加產量。然而，棉花在1865年和1866年歉收，那時美國已再次出口棉花。 

## 倒台
1865年，西爾萬·薩爾納夫少校開始接管海地的北部和阿蒂博尼特部分。到 5月15日，熱夫拉爾和他的政府軍都與北方薩爾納夫軍隊發生了衝突。在1867年他和家人秘而不宣逃往牙買加，並於 1878 年在金斯敦去世。 